# Войтюшкевич, Дмитрий
Дмитрий Войтюшкевич (бел. Зьміцер Вайцюшкевіч, род. 20 июля 1971, Берёзовка, Лидский район, Гродненская область, Белорусская ССР, СССР) — белорусский певец, композитор.

## Биография
Родился в г. Берёзовка (Белоруссия) в 1971 году.
Начинал как фольклорный музыкант в группах «Палац», где Дмитрия называли Федей (1992—1998) и «KRIWI» (1998—2001) (сменил имя Федя на Тодар).
2001 год — рок-корона (как лучший музыкант года). Разводится с женой, покидает группу, собирает новый коллектив WZ-orkiestra (переход от фольк-рока к городскому романсу).
Участвовал в совместных проектах с другими музыкантами («Я нарадзiўся тут», «Сьвяты вечар»).

## Победы и награды
- Рок-коронация (2002) («Музыкант года», «Традиции и современность»)
- Рок-коронация (2010) («Исполнитель года»)

## Дискография
Альбомы
- Цацачная крама (2001)
- Балады (2002)
- Паравіны году (2003)
- Паравоз каханьня, 2004, West Records. Песни на стихи Рыгора Бородулина[6]

1. Арыстакратка
2. Актрыса
3. Гаспадыня
4. Панi трошкi ў гадах
5. Сон
6. Вясновы дзень
7. Чакаю
8. Зоркi
9. Я ўсё сваё жыццё
10. SOS
11. Пытаньне…
12. Сінеюць цені
13. Новы год

- MW[тарашк.], 2005, West Records. Песни на стихи Владимира Маяковского[7]

1. Пролог
2. Красавицы
3. Так и со мной
4. Письмо к любимой Молчанова
5. Письмо к товарищу Кострову из Парижа, о сущности любви
6. Кое-что про Петербург
7. Песня рязанского мужика
8. Бродвей
9. Бруклинский мост
10. Город
11. Про что — про это
12. Разговор с фининспектором о поэзии

- Месяц i Сонца, 2005, популярные японские песни (перевод на белорусский язык)[8][9]

1. Сакура
2. Ноч жухлага месяца
3. Зьбіраючы чайнае лісьце
4. На ўзбярэжжы
5. Сын мора
6. Позна восеньню
7. Сьвята ў вёсцы
8. Поўня
9. Ля вагніска
10. Радзіма

- Песьнi з доўгай шуфляды (нявыдадзенае), 2006[10]

1. Astronaut from Bjarozauka
2. Хай так
3. Куралес
4. Jewish dance
5. Песенька няшчаснага казла
6. Яўрэйцы
7. Любачка
8. Ясната, пекната
9. Мора
10. Безгаловая Венера
11. Зорка Венера
12. Мілавіца
13. Зубр
14. Бэла, чао
15. Балеро

- Танга з ружай, 2006, West Records. Лирические песни на стихи Владимира Некляева[11]

1. Вечаровыя ценi
2. Дарога
3. Не дазволь мне пайсцi
4. Самалёт
5. Лазенкi
6. Бывай, Яблонская, бывай
7. П’янка
8. Залатыя страты
9. У нашых снах
10. Дзевяты плач
11. Воўк
12. Адзін

- Калыханкі (2007)
- Liryka[тарашк.], 2007, West Records[12]

1. Наша песьня (Генадзь Бураўкін)
2. Найвышэйшыя сілы
3. Ці ўспамінала ты мяне
4. Шчыра кахаю
5. Суседка
6. Як вецер
7. Я зьбіраўся на чоўне
8. Капае дождж
9. Месяц — жоўтая лодка
10. Чароўны сон
11. Вочы твае
12. Салавей
13. Твая пяшчота
14. Новы год

- Тое, што трэба (2008)
- Чара (2011)
- Што на сэрцы (2011)
- Ваячак (2012)
- Варанок (2013)
- Наша песня (2015)
- Камета (2016)
- У Нашых Снах (2017)
- Люблю (2018)
- Зорка Дзіва (2019)
- На Каляды (2020)
- Вецер (2022)

### Совместные проекты и сборники
- Народны Альбом (1997)
- Я нарадзіўся тут (2000)
- Сьвяты вечар (2000)
- Personal Depeche (2002) — «I Want You Now»
- Бывайце здаровы. Bella Ciao (2004)
- Скрыпка дрыгвы (нявыдадзены)
- Прэм'ер Тузін 2005 (2005) — «Вясновы дзень», «Я ішоў да цябе»
- Прэм'ер Тузін 2006 (2006) — «Дарога», «Сьвята ў вёсцы»
- Мой сябра анёлак (2009)
- Budzma The Best Rock / Budzma The Best Rock/New (2009) — «Jak Viecier»"[13]

## Личная жизнь
Женат на Галине Казимировской, дирижёре «Concordia Chor». Пара воспитывает сына Язепа и дочь Стефанию.